# Food Additives and Contaminants Part A – Chemistry Analysis Control Exposure & Risk Assessment
Food Additives and Contaminants Part A – Chemistry Analysis Control Exposure & Risk Assessment, abgekürzt Food Addit. Contam. Part A – Chem., ist eine wissenschaftliche Fachzeitschrift, die vom Taylor&Francis-Verlag veröffentlicht wird. Derzeit erscheint die Zeitschrift mit zwölf Ausgaben im Jahr. Es werden Arbeiten veröffentlicht, die sich mit Zusatzstoffen oder Verunreinigungen von Lebens- und Futtermitteln beschäftigen.
Der Impact Factor lag im Jahr 2017 bei 2,129. Nach der Statistik des ISI Web of Knowledge wurde das Journal 2014 in der Kategorie angewandte Chemie an 26. Stelle von 70 Zeitschriften, in der Kategorie Lebensmittelwissenschaft und -technologie an 44. Stelle von 123 Zeitschriften und in der Kategorie Toxikologie an 63. Stelle von 87 Zeitschriften geführt.